# بایائوت
بایائوت (مغولی: Баяд/Bayad، به معنای «سرمایه») سومین زیرگروه بزرگ مردم مغول در مغولستان امروزی است و آنها یکی از قبیله‌های «چهار اویرات» (کنفدراسیون اویراتها) هستند. بایائوت تباری برجسته در امپراتوری مغول بودند. آنها را هم در قوم مغول و هم در قوم ترک می‌توان یافت. این قبیله در خلخا، مغولستان داخلی، بوریات‌ها و اویرات‌ها پخش هستند.

## بن‌مایه
- همکاری‌کنندگان ویکی‌پدیا، «Bayads»، ویکی‌پدیای انگلیسی، دانشنامهٔ آزاد (بازیابی ۴ آذر ۱۴۰۰)

1. ↑  National Census 2010 بایگانی‌شده  در ۲۰۱۱-۰۹-۱۵ توسط Wayback Machine